# دیوید مورگان
دیوید مورگان (انگلیسی: David O. Morgan؛ زادهٔ ۱۹۴۵) تاریخ‌نگار اهل ایالات متحده آمریکا و استاد بازنشسته تاریخ دانشگاه ویسکانسین-مدیسن است. زمینه تدریس و پژوهش وی تاریخ اسلام، تاریخ خاورمیانه و تاریخ مغولان است. وی همچنین سابقه ۱۵ سال تدریس در حوزه تاریخ خاورمیانه در مدرسه مطالعات مشرق زمین و آفریقا در لندن را دارد.
مورگان دانش‌آموخته کارشناسی دانشگاه آکسفورد و کارشناسی ارشد و دکتری تاریخ از دانشگاه لندن است. وی کتاب‌های متعددی در زمینه تاریخ دوره میانه اسلام نوشته و کتاب وی در مورد مغولان از مشهورترین و معتبرترین کتاب‌ها در این زمینه است.